# Jan Nepomucen Rakowski
Jan Nepomucen Maria Rakowski (ur. 1 sierpnia 1898 w Krakowie, zm. 5 kwietnia 1962 w Poznaniu) – polski altowiolista i pedagog. 

## Życiorys

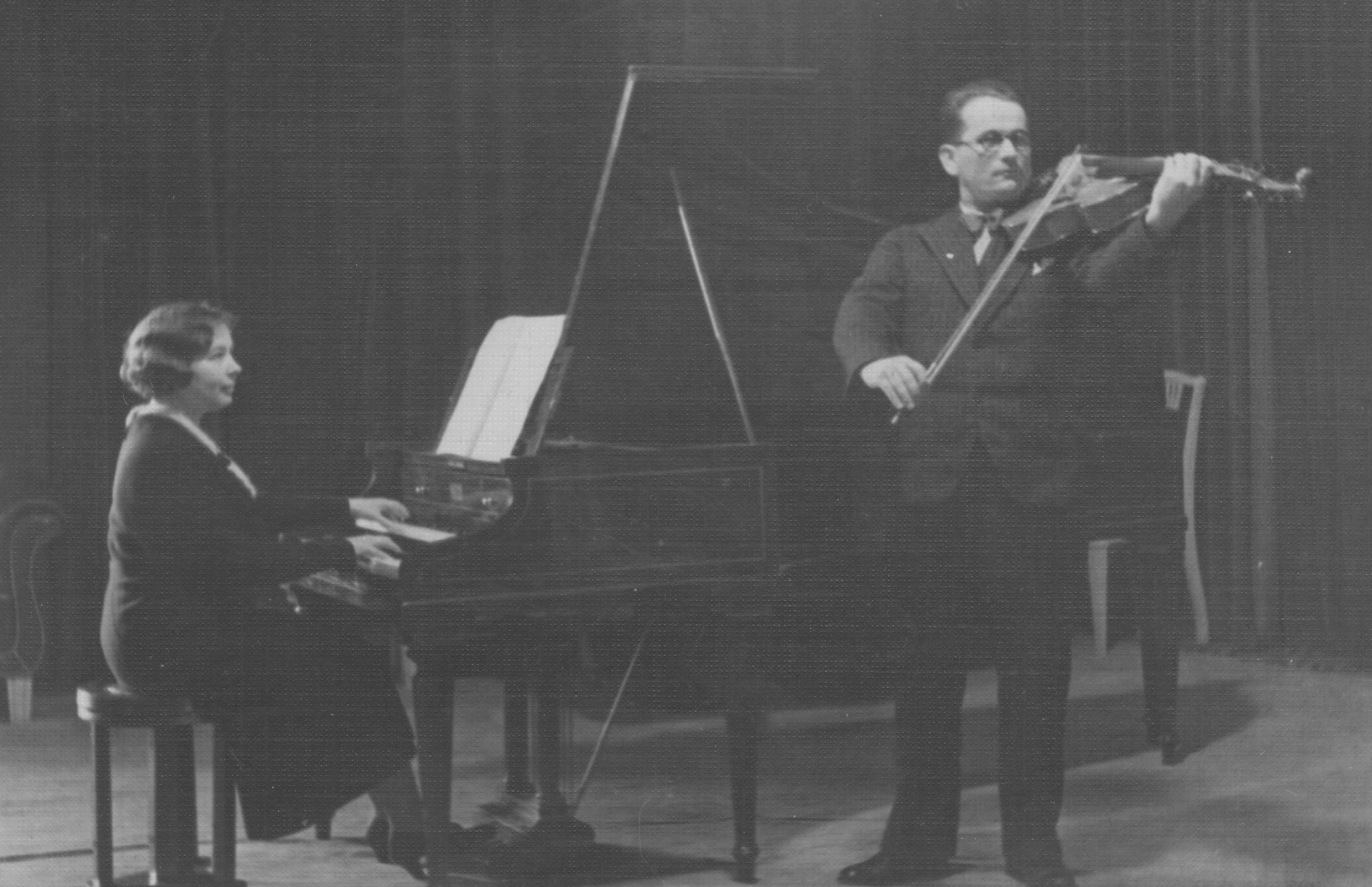
Koncert w Poznaniu (1935) Margerita Trombini-Kazuro (klawesyn) i Jan Rakowski (viola d`amore).

Urodził się jako syn Jana Rakowskiego h. Trzywdar. W latach 1909–1914 kształcił się jako skrzypek i altowiolista w Konserwatorium Towarzystwa Muzycznego w Krakowie. W latach 1922–1926 doskonalił swoje umiejętności w zakresie gry na skrzypcach, altówce i violi d'amore pod kierunkiem Zdzisława Jahnkego w poznańskim Państwowym Konserwatorium Muzycznym. W okresie 1922–1939 był koncertmistrzem Teatru Wielkiego w Poznaniu. W latach międzywojennych występował także jako solista. Od 1933 roku wykładał w Konserwatorium w Poznaniu.
W czasie II wojny światowej współpracował z filharmonią Generalnego Gubernatorstwa w Krakowie (1940–1945).
Po wojnie związał się z Poznaniem podejmując pracę w orkiestrze Państwowej Opery im. Stanisława Moniuszki (do 1957 był jej pierwszą altówką). Prowadził także klasę altówki w Państwowej Średniej Szkole Muzycznej (1945–1948) oraz Państwowej Wyższej Szkole Muzycznej w Poznaniu (1950–1962), gdzie w 1956 otrzymał tytuł profesora. W tej uczelni był także prodziekanem Wydziału Instrumentalnego i kierownikiem Katedry Instrumentów Smyczkowych. Współpracował z poznańskimi szkołami muzycznymi II stopnia, również jako konsultant w zakresie gry na altówce.
Zmarł w Poznaniu, pochowany 9 kwietnia 1962 w Alei Zasłużonych na cmentarzu Junikowskim (kwatera AZ-P-13).

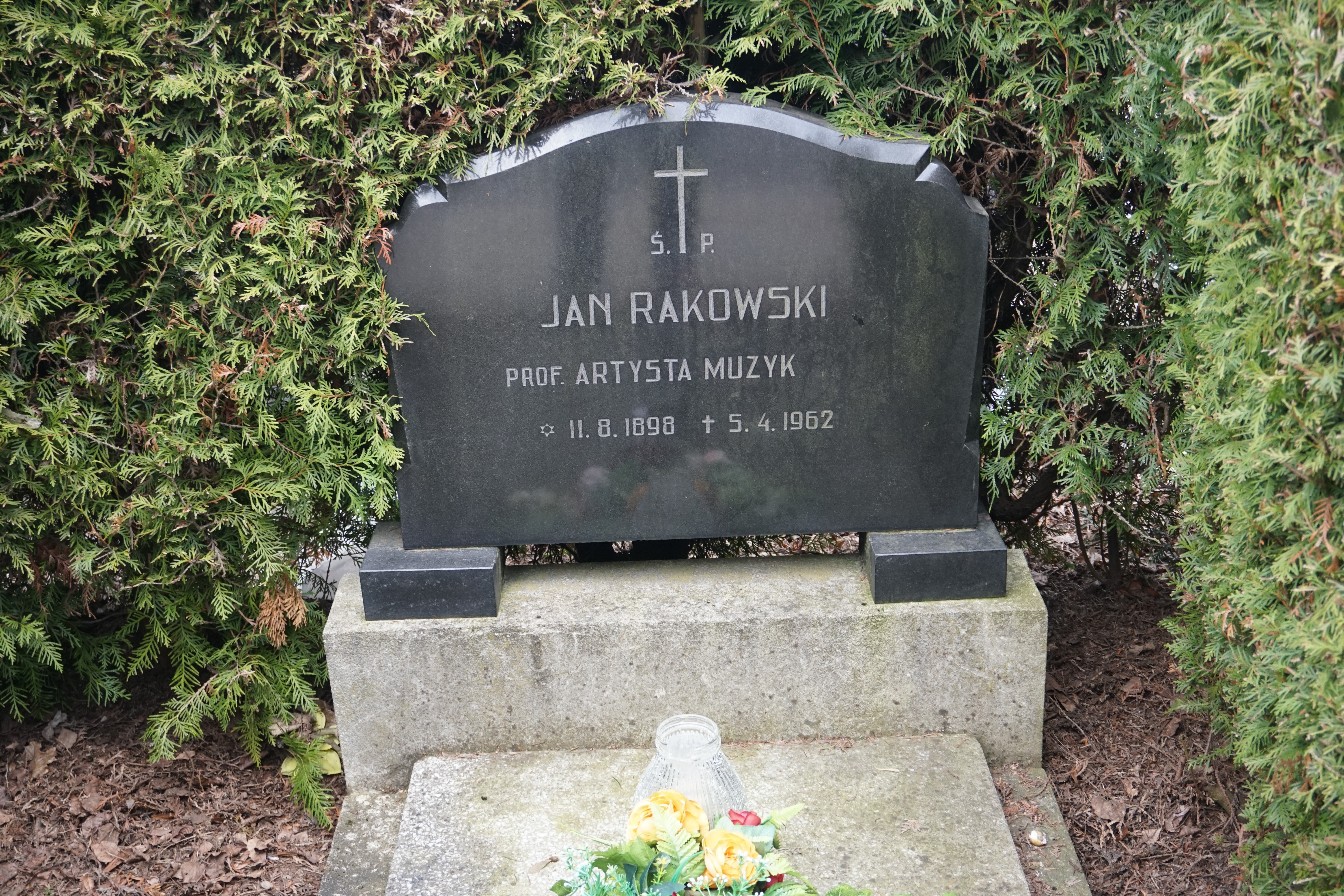
Grób Jana Rakowskiego na cmentarzu Junikowskim w Poznaniu

## Ordery i odznaczenia
- Złoty Krzyż Zasługi (22 lipca 1953)[4]
- Medal 10-lecia Polski Ludowej (28 lutego 1955)[5]
- Odznaka Honorowa Miasta Poznania

## Upamiętnienie
Od roku 1975 co 5 lat odbywa się Ogólnopolski Konkurs Altówkowy im. J. Rakowskiego w Poznaniu.